# Улака (Велике Лаще)
Улака (словен. Ulaka) — поселення в общині Велике Лаще, Осреднєсловенський регіон, Словенія. 
Висота над рівнем моря: 610,3 м.